# La Silla Vacía (medio digital)
La Silla Vacía es un periódico en línea y sitio web noticioso colombiano fundado por la periodista y escritora Juanita León.  El enfoque principal del sitio es la política colombiana.
La Silla Vacía se describe a sí misma como un «medio informativo e interactivo para las personas interesadas en la actualidad política colombiana».

## Nombre
Su nombre "La Silla Vacía" hace referencia a (al menos) dos acontecimientos políticos en Colombia.
El primer acontecimiento ocurrió el 7 de enero de 1999, donde empezó el proceso de paz fallido entre la administración del presidente Andrés Pastrana y las FARC. Manuel Marulanda Vélez (alias Tirofijo), el máximo dirigente de las FARC, no asistió a la ceremonia de inicio de los diálogos en San Vicente del Caguán dejando así "su silla vacía".
El segundo acontecimiento hace referencia a una propuesta incitada por el escándalo de la parapolítica. La idea era castigar legisladores y partidos políticos implicados en grupos armados ilegales para así dejar vacíos sus asientos en el congreso, en vez de reemplazarlos con otros políticos.

## Equipo
La directora de este medio, ha sido la periodista y socia fundadora Juanita León, desde sus inicios a la actualidad. El editor general fue (por varios años) el periodista Juan Esteban Lewin, quien renunció y pasó a ser el principal redactor del medio El País América de Colombia. En su reemplazo, en 2021, llegó el periodista Daniel Pacheco quien venía de trabajar en el programa Zona Franca de Red+, quien había llegado por recomendación del expresidente Iván Duque.
Otros colaboradores habituales de la publicación son los columnistas Héctor Riveros, Olga Lucía González, Luis Guillermo Vélez, Carlos Cortés, Rodrigo Uprimny, entre otros.

## Financiación
La Silla Vacía inició gracias a una donación de Open Society Foundations, la embajada de Gran Bretaña, varias ONG, alianzas y donaciones de usuarios.
En 2022, el 41 por ciento de los ingresos del medio provinieron de cooperación internacional incluidos USAID, la Embajada Británica y la Fundación Ford.